# USS Chemung (AO-30)
«Чеманг» (англ. USS Chemung (AO-30) — допоміжне військове судно, флотський танкер-заправник типу «Цимаррон», що перебував на озброєнні військово-морських сил США за часи Другої світової та Холодної війни.
Танкер був закладений на верфі компанії Bethlehem Shipbuilding Corporation у Спарроуз-Пойнт, де 9 вересня 1939 року корабель був спущений на воду. 3 липня 1941 року уведений до складу військово-морських сил США.

## Історія служби
З 13 липня 1941 року до вступу Сполучених Штатів у Другу світову війну «Чеманг» працював між портами східного узбережжя та нафтовими портами Техасу та Луїзіани, транспортуючи мазут.

### Друга світова війна
З 20 грудня 1941 року по 3 січня 1942 року він доставив пальне на військово-морську базу Арджентія у Ньюфаундленді. Потім доставляв паливо до Ісландії, з 1 квітня по 16 травня курсував між Норфолком і портами в Мексиканській затоці. У ніч на 22 серпня біля берегів Нової Шотландії американський есмінець «Інгрем» урізався в «Чеманг», коли розслідував обставини зіткнення есмінця «Бак» і новозеландського транспортного корабля HMT Awatea. Есмінець затонув майже відразу після вибуху глибинних бомб на його кормі. В результаті катастрофи вижили лише 11 чоловіків. Унаслідок катастрофічної морської аварії «Чеманг» був сильно пошкоджений вибухом і пожежами, але він 26 серпня самостійно прибув до Бостона для ремонту.
З 15 лютого 1943 по 11 червня 1945 року «Чеманг» виконав п'ять рейсів з конвоєм до портів Сполученого Королівства та п'ять до Північної Африки з виконання вантажних функцій між портами узбережжя і Карибським басейном і чергуванням на Бермудських і Азорських островах.

### Післявоєнний час
Після війни танкер продовжував службу в лавах американського флоту. Забезпечував бойові кораблі Атлантичного, 6-го флоту у Середземному морі. 28 січня 1951 року «Чеманг» вирушив на Далекий Схід для короткого туру, щоб дозаправити сили, які брали участь у Корейській війні. Під час свого другого туру підтримував війська ООН у Кореї, служив у складі патруля Формози, потім транспортував нафту з Рас-Таннури, Аравія, на Гуам. Згодом діяв з підтримки 7-го флоту біля Кореї.
«Чеманг» отримав дві бойові зірки за службу під час Другої світової війни та чотири за службу в Корейській війні.